# هنتر جونسون (لاعب كرة قدم أمريكية)
هنتر جونسون (بالإنجليزية: Hunter Johnson)‏ هو لاعب كرة قدم أمريكية أمريكي، ولد في 18 مارس 1998.